# Арістон (цар Спарти)
Арістон (дав.-гр. Ἀρίστων; д/н — бл. 515 до н. е.) — цар Спарти близько 550—515 роках до н. е.

## Життєпис
Походив з династії Евріпонтидів. Син царя Агасікла. Спільно із своїм співцарем Анаксандридом II вимушений був поступитися Хілонові в проведенні реформ на користь посилення влади ефорату.
За свідченням Геродота, під час панування Арістона спартанцями була успішно завершена тривала війна з містом-державою Тегея (Аркадія). З Тегеєю було укладено договір, що визнав зверхність Спарти, але зберіг автономію колишнього суперника Спарти. Це стало основою майбутнього Пелопоннеського союзу. Невдовзі спартанці встановили зверхність над усією Аркадією. Проте факт завершення війни над Тегеєю слід відносити до середини VI ст. до н. е.
Разом з співцарем Клеоменом I скористався внутрішньою колотнечею в Мегарах, що настала там після повалення тиранії Феагена для укладання військово-політичного союзу з цим містом. Мегарська олігархія побоювалася впливу Афін, що бажали, що Мегари стали членом Делоського морського союзу. В результаті Мегари між 519 і 515 роками до н. е. стали членом Пелопоннеського союзу, отримавши привілейований статус завдяки наявності потужного флоту.
Йому спадкував син Демарат.

## Родина
Два шлюби Арістона виявилися бездітними. Тоді він за допомогою хитрості одружився з дружиною свого друга Агета. Арістон домовився з ним, що вони обміняються найдорожними подарунками. При цьому кожен був зажадати в іншого. Арет отримав якесь майно або коня, а Арістон — дружину Арета.
Незабаром у них народився син Демарат. Проте це сталося менш, ніж за 9 місяців з моменту, як Арістон ввів свою третю дружину в будинок. Тому, згідно з Геродотом і Павсанія, цар в присутності ефорів засумнівався в своєму батьківстві. Через деякий час Арістон розкаявся в своїх словах, але через них згодом Демарат позбувся влади.

## Вислови
У трактаті Плутарха «Вислови спартанців» Арістон приписуються кілька висловлювань, які вихваляють звитягу спартанців. На запитання, скільки було спартанців, Арістон відповів, що їх було достатньо, щоб утримати ворогів. Також йому приписують вислів, що краще подружитися з ворогами, ніж робити добро своїм друзям, але погано ворогам.